# HMS Adventure (1809)
HMS Adventure. En la Royal Navy, hasta comienzos del siglo XXI, han existido doce buques llamados Adventure, el octavo de esta lista fue la nave que comandó Phillip Parker King, entre los años 1826 y 1830. durante la comisión de levantamiento hidrográfico de la costa meridional de América del Sur.

## Historia
Fue construido en King's Lynn , puerto ubicado en el condado de Norfolk, Inglaterra, 156 kilómetros al norte de Londres como transporte con 10 cañones, lanzado al agua el 4 de abril de 1809 con el nombre de HMS Aid.
Sus características eran: 314 t burden, eslora de 105,5 pies (32,2 m), manga de 26 pies (7,9 m), propulsión: velas. Armamento: 10 cañones de a 12 libras.
En marzo de 1817 se le retiraron los cañones y fue convertido en buque de investigación.
En 1821 fue renombrado como HMS Adventure. Entre los años 1826 y 1830 participó en el levantamiento hidrográfico de la costa meridional de Sudamérica.
En 1853 fue enajenado.

## Levantamiento de la costa meridional de América del Sur
En 1825 el Almirantazgo británico ordenó que dos buques, el HMS Adventure y el HMS Beagle, fueran preparados para inspeccionar y levantar las costas meridionales de América del Sur.
En mayo de 1826 ambos buques estuvieron listos para cumplir la comisión. El HMS Adventure era un velero espacioso, sin cañones, excepto uno de saludo y una dotación de setenta y seis hombres. Fue puesto bajo el mando del Comandante Phillip Parker King quién además tenía el cargo de hidrógrafo y Comandante en Jefe de la expedición. El HMS Beagle con una dotación de sesenta y tres hombres estaba bajo el mando del comandante Pringle Stokes.
Las naves zarparon de Plymouth el 22 de mayo de 1826 rumbo a Río de Janeiro puerto en el que fondearon el 10 de agosto del mismo año, luego de hacer escala en Madeira, Tenerife y Saint Jago. El 2 de octubre prosiguieron hacia el Río de la Plata. El 19 de noviembre continuaron hacia el sur arribando a la entrada del estrecho de Magallanes el 20 de diciembre de 1826. En los primeros días de enero de 1827 fondearon en Puerto del Hambre , lugar que Parker King escogió como puerto base de la expedición.
Las naves efectuaron 4 campañas entre los años 1826 y 1830 teniendo como base de aprovisionamiento y descanso Brasil. Después de esta fructífera campaña, la cartografía del Estrecho y de la zona de los canales patagónicos chilenos experimentó un gigantesco progreso.  
Durante esta comisión el Adventure efectuó trabajos hidrográficos principalmente en el estrecho de Magallanes y aguas adyacentes. En sus desplazamientos en 1829 alcanzó hasta el puerto de Valparaíso. 
El 6 de agosto de 1830 el Beagle y el Adventure zarparon de Río de Janeiro hacia Inglaterra fondeando el 14 de octubre del mismo año en Plymouth .